# Surfaces
Surfaces — американський музичний гурт, з Колледж-Стейшен, штат Техас, створений у 2017 році.
Їхня музика — це суміш серфу, джазу, соулу, поп-року, хіп-хопу, регі та calypso. У 2017 році гурт самостійно випустив свій перший студійний альбом Surf. Загалом вони випустили шість студійних альбомів.

## Історія
Гурт Surfaces був створений в 2017 році. Колін Падалекі почав створювати музику в середній школі разом зі своєю кузиною  співачкою Алексою Падалекі (Alexa Padalecki). Колін почав завантажувати свою музику в Інтернет під час навчання в Техаському університеті Texas A&M University в Колледж-Стейшен, штат Техас.  Форест Френк, нещодавній випускник Бейлорського університету з Техасу, почувши музику Коліна, звернувся до нього з пропозицією записати музику в своєму плавучому будинку. 
У грудні 2017 року гурт Surfaces самостійно випустив альбом Surf. Третій трек альбому, 24 / 7 / 365, має понад 70 мільйонів трансляцій на Spotify. На підтримку альбому Surf, гурт випустив 2 сингла у 2017 році: «Be Alright» і «Falling». 
У липні 2018 року Форрест Френк разом з продюсером Biskwiq створив окремий проект Forrest. Найвідоміші треки проекту Forrest: «Your Soul», «Why Not Me», кожен із яких зібрав понад 85 мільйонів спільних трансляцій на Spotify.
У січні 2019 року гурт Surfaces випустив другий альбом, Where the Light Is, під лейблами Caroline Records і TenThousand Projects. Сингл з альбому Where the Light Is, «Sunday Best», увійшов до топ-40 хітів у Канаді, Ірландії, Новій Зеландії, Австралії, Норвегії, Великій Британії та США, а також до топ-100 у Німеччині, Швеції та Швейцарії. 10 липня 2019 року на YouTube вийшов кліп на пісню «Sunday Best». Станом на жовтень 2023 року сингл «Sunday Best» зібрав понад 900 мільйонів потоків на Spotify, і вважається, що він набув популярності завдяки додатку для обміну відео TikTok. Він був випущений на радіо в березні 2020 року.
28 лютого 2020 року гурт випустив свій третій альбом, Horizons. На підтримку альбому Horizons, гурт випустив 4 сингла: «Keep It Gold», «Good Day», «Bloom», «Lazy». 
У 2018 році гурт випустив сингл без альбому, «Low». У 2019 році гурт випустив два сингли, які не увійшли в жоден альбом: «Palm Trees», «Take Some Time».
2 березня 2020 року гурт Surfaces виступив на американському вечірньому ток-шоу Late Night with Seth Meyers виконавши пісню «Sunday Best».
До 12 червня 2020 року сингл «Sunday Best» посів 20 місце в Billboard Hot 100; через тиждень сингл досяг 19 місця.
У червні 2020 року гурт випустив сингл «Learn to Fly», який був створений у співпраці зі співаком Елтоном Джоном, спродюсований і записаний онлайн під час пандемії COVID-19. 
25 червня 2021 року гурт випустив свій четвертий альбом, Pacifico. На підтримку альбому Pacifico, гурт випустив 3 сингла: «Wave of You», «Next Thing (Loverboy)», «So Far Away». Гурт також випустив Deluxe версію альбому Pacifico. До альбому Pacifico (Deluxe) увійшов сингл «Sheesh!» створений у співпраці з Тай Вердес (Tai Verdes) та сингл «C'est La Vie» створений у співпраці з Томас Ретт (Thomas Rhett). 
26 серпня 2022 року гурт випустив свій п’ятий альбом, Hidden Youth. Останній альбом гурту, Good Morning, вийшов 21 червня 2024 року. 
У 2023 році альма-матер Коліна Падалекі, Техаський університет Texas A&M University, попросив гурт написати пісню, яка лунатиме кожного разу, коли футбольна команда коледжу виходитиме на поле під час гри. Пісня під назвою «Aggie Intro» дебютувала під час осіннього футбольного сезону 2023 року та звучить щоразу, коли команда виходить на поле під час гри.

## Учасники гурту
- Колін Падалекі (Colin Padalecki)
- Форест Френк (Forrest Frank)

## Дискографія

### Студійні альбоми
| Surf                                                                                | - Реліз: 3 грудня, 2017 - Лейбл: Self-released - Формат: Digital download, streaming                        | —   | —   | —  |
| Where the Light Is                                                                  | - Реліз: 6 січня, 2019 - Лейбл: Caroline, TenThousand Projects - Формат: Digital download, streaming, vinyl | 104 | 108 | 30 |
| Horizons                                                                            | - Реліз: 28 лютого, 2020 - Лейбл: Caroline, TenThousand Projects - Формат: Digital download, streaming      | —   | —   | —  |
| Pacifico                                                                            | - Реліз: 25 червня, 2021 - Лейбл: Caroline, TenThousand Projects - Формат: Digital download, streaming      | 141 | —   | —  |
| Hidden Youth                                                                        | - Реліз: 26 серпня, 2022 - Лейбл: Caroline, TenThousand Projects - Формат: Digital download, streaming      | —   | —   | —  |
| Good Morning                                                                        | - Реліз: 21 червня, 2024 - Лейбл: TenThousand Projects - Формат:                                            | —   | —   | —  |
| «—» позначає запис, який не потрапив у чарти або не був випущений на цій території. | |     |     |    |

### Сингли
| Назва                                                                               | Рік  | Пікові позиції в чартах | Пікові позиції в чартах | Пікові позиції в чартах | Пікові позиції в чартах | Пікові позиції в чартах | Пікові позиції в чартах | Пікові позиції в чартах | Пікові позиції в чартах | Пікові позиції в чартах | Пікові позиції в чартах | Сертифікати                                           | Альбом                |
| Назва                                                                               | Рік  | US                      | AUS                     | DEN                     | FRA                     | IRE                     | NL                      | NZ                      | SWE                     | SWI                     | UK                      | Сертифікати                                           | Альбом                |
| ----------------------------------------------------------------------------------- | ---- | ----------------------- | ----------------------- | ----------------------- | ----------------------- | ----------------------- | ----------------------- | ----------------------- | ----------------------- | ----------------------- | ----------------------- | ----------------------------------------------------- | --------------------- |
| "Be Alright"                                                                        | 2017 | —                       | —                       | —                       | —                       | —                       | —                       | —                       | —                       | —                       | —                       |                                                       | Surf                  |
| "Falling"                                                                           | 2017 | —                       | —                       | —                       | —                       | —                       | —                       | —                       | —                       | —                       | —                       |                                                       | Surf                  |
| "Low"                                                                               | 2018 | —                       | —                       | —                       | —                       | —                       | —                       | —                       | —                       | —                       | —                       |                                                       | Сингл без альбому     |
| "Shine on Top"                                                                      | 2018 | —                       | —                       | —                       | —                       | —                       | —                       | —                       | —                       | —                       | —                       |                                                       | Where the Light Is    |
| "Heaven Falls / Fall on Me"                                                         | 2018 | —                       | —                       | —                       | —                       | —                       | —                       | —                       | —                       | —                       | —                       |                                                       | Where the Light Is    |
| "Sunday Best"                                                                       | 2019 | —                       | —                       | —                       | —                       | —                       | —                       | —                       | —                       | —                       | —                       | - BPI: Gold                                           | Where the Light Is    |
| "Palm Trees"                                                                        | 2019 | —                       | —                       | —                       | —                       | —                       | —                       | —                       | —                       | —                       | —                       |                                                       | Сингл без альбому     |
| "Take Some Time"                                                                    | 2019 | —                       | —                       | —                       | —                       | —                       | —                       | —                       | —                       | —                       | —                       |                                                       | Сингл без альбому     |
| "Keep It Gold"                                                                      | 2019 | —                       | —                       | —                       | —                       | —                       | —                       | —                       | —                       | —                       | —                       |                                                       | Horizons              |
| "Good Day"                                                                          | 2019 | —                       | —                       | —                       | —                       | —                       | —                       | —                       | —                       | —                       | —                       |                                                       | Horizons              |
| "Bloom"                                                                             | 2019 | —                       | —                       | —                       | —                       | —                       | —                       | —                       | —                       | —                       | —                       |                                                       | Horizons              |
| "Lazy"                                                                              | 2020 | —                       | —                       | —                       | —                       | —                       | —                       | —                       | —                       | —                       | —                       |                                                       | Horizons              |
| "Sunday Best" (re-release)                                                          | 2020 | 19                      | 10                      | 19                      | 29                      | 19                      | 35                      | 9                       | 33                      | 23                      | 36                      | - RIAA: 3× Platinum - IFPI SWI: Platinum - RMNZ: Gold | Where the Light Is    |
| "Learn to Fly" (with Elton John)                                                    | 2020 | —                       | —                       | —                       | —                       | —                       | —                       | —                       | —                       | —                       | —                       |                                                       | The Lockdown Sessions |
| "Sail Away"                                                                         | 2020 | —                       | —                       | —                       | —                       | —                       | —                       | —                       | —                       | —                       | —                       |                                                       | Сингл без альбому     |
| "Wave of You"                                                                       | 2021 | —                       | —                       | —                       | —                       | —                       | —                       | —                       | —                       | —                       | —                       |                                                       | Pacifico              |
| "Next Thing (Loverboy)"                                                             | 2021 | —                       | —                       | —                       | —                       | —                       | —                       | —                       | —                       | —                       | —                       |                                                       | Pacifico              |
| "So Far Away"                                                                       | 2021 | —                       | —                       | —                       | —                       | —                       | —                       | —                       | —                       | —                       | —                       |                                                       | Pacifico              |
| "Sheesh!" (with Tai Verdes)                                                         | 2021 | —                       | —                       | —                       | —                       | —                       | —                       | —                       | —                       | —                       | —                       |                                                       | Pacifico (Deluxe)     |
| "C'est La Vie" (with Thomas Rhett)                                                  | 2021 | —                       | —                       | —                       | —                       | —                       | —                       | —                       | —                       | —                       | —                       |                                                       | Pacifico (Deluxe)     |
| "Awaken (Feel Alive)" (with Big Wild)                                               | 2021 | —                       | —                       | —                       | —                       | —                       | —                       | —                       | —                       | —                       | —                       |                                                       | Сингл без альбому     |
| "I Can't Help But Feel"                                                             | 2022 | —                       | —                       | —                       | —                       | —                       | —                       | —                       | —                       | —                       | —                       |                                                       | Hidden Youth          |
| "What's Been On Your Mind?"                                                         | 2022 | —                       | —                       | —                       | —                       | —                       | —                       | —                       | —                       | —                       | —                       |                                                       | Hidden Youth          |
| "Rooftops"                                                                          | 2022 | —                       | —                       | —                       | —                       | —                       | —                       | —                       | —                       | —                       | —                       |                                                       | Hidden Youth          |
| "Thankful"                                                                          | 2023 | —                       | —                       | —                       | —                       | —                       | —                       | —                       | —                       | —                       | —                       |                                                       | Good Morning          |
| "Real Estate"                                                                       | 2023 | —                       | —                       | —                       | —                       | —                       | —                       | —                       | —                       | —                       | —                       |                                                       | Good Morning          |
| "Cloud"                                                                             | 2023 | —                       | —                       | —                       | —                       | —                       | —                       | —                       | —                       | —                       | —                       |                                                       | Good Morning          |
| "Baby Blue"                                                                         | 2023 | —                       | —                       | —                       | —                       | —                       | —                       | —                       | —                       | —                       | —                       |                                                       | Good Morning          |
| "Don't Let Me Down" (with Jvke)                                                     | 2024 | —                       | —                       | —                       | —                       | —                       | —                       | —                       | —                       | —                       | —                       |                                                       | Good Morning          |
| "Mexico" (with Goth Babe)                                                           | 2024 | —                       | —                       | —                       | —                       | —                       | —                       | —                       | —                       | —                       | —                       |                                                       | В очікуванні          |
| "Golden"                                                                            | 2024 | —                       | —                       | —                       | —                       | —                       | —                       | —                       | —                       | —                       | —                       |                                                       | Good Morning          |
| «—» позначає запис, який не потрапив у чарти або не був випущений на цій території. |      |                         |                         |                         |                         |                         |                         |                         |                         |                         |                         |                                                       |                       |

#### Промо сингли
| Назва                      | Рік  | Альбом            |
| -------------------------- | ---- | ----------------- |
| "Surf" (Acoustic Sessions) | 2018 | Сингл без альбому |